# Daisy (namn)

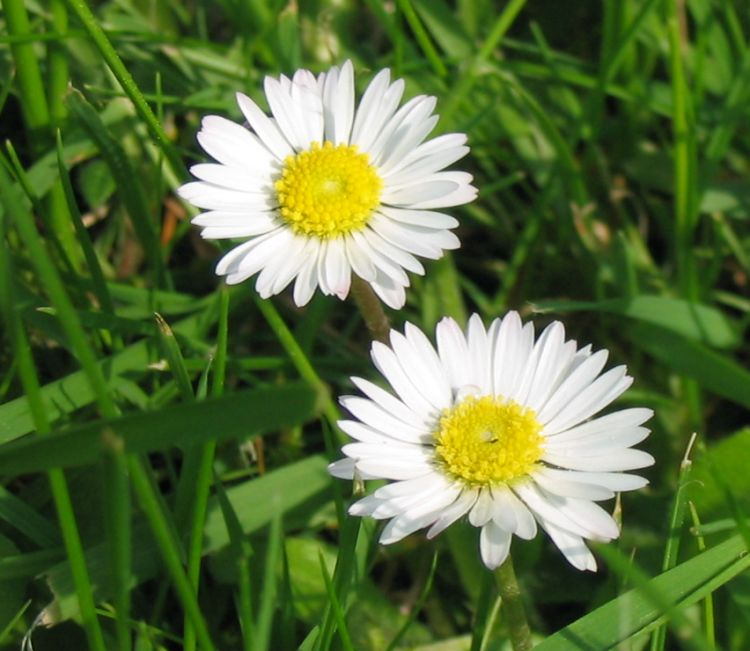
Daisy är det engelska namnet för tusensköna.

Daisy är ett engelskt kvinnonamn, egentligen Dayeseye som är sammansatt av orden day (dag) och eye (öga). Daisy är även det engelska namnet på blomman tusensköna.
Daisy finns i många stavningsvarianter: Dazy, Dejsi, Dejsy, Daysie, Dayse, Daysi, Deisy.
Den 31 december 2014 fanns det totalt 1 160 kvinnor folkbokförda i Sverige med namnet Daisy, varav 601 bar det som tilltalsnamn.
Namnsdag: saknas (1986-1992: 25 juni)

## Personer med namnet Daisy
- Daisy Al-Amir, irakisk författare
- Daisy Evans, brittisk popsångerska
- Daisy Meadows, pseudonym för fyra engelska författare
- Daisy Schörling, svensk sångerska
- Margareta av Storbritannien och Irland, med smeknamnet "Daisy"

### Fiktiva personer
- Daisy, Kajsa Ankas engelska namn
- Daisy, Blondie och Dagoberts hund
- Daisy, prinsessa i TV-spelserien Mario